# Línguas de São Tomé e Príncipe
São Tomé e Príncipe tem o português como língua oficial e nacional. É falado virtualmente por toda a população. São também faladas variedades reestruturadas desenvolvidas localmente de português ou crioulos portugueses como o forro, o angolar e o principense. O crioulo cabo-verdiano que também é um crioulo português também é bastante falado no país. São falados também o português dos Tongas e resquícios de línguas do grupo bantu. Atualmente, o francês e o inglês são também amplamente falados no país. 

## Língua portuguesa
O dialeto do português falado em São Tomé e Príncipe guarda muitas características do português arcaico na pronúncia, no léxico e até na construção sintática. Era a língua falada pela população culta, pela classe média e pelos donos de propriedades. Sua pronúncia, gramática e sintaxe são similares aos do português brasileiro. Atualmente, é o português falado pela população em geral, enquanto que a classe política e a alta sociedade usam o português europeu padrão, na maioria das vezes aprendido durante os estudos feitos em Portugal. O português é falado como língua materna por 50% da população do país e como primeira ou segunda língua é falado por 98,4% da população.

## Línguas crioulas
As línguas crioulas surgiram a partir do contato entre os povoadores portugueses e os escravos africanos. Atualmente no país são falados quatro crioulos de base portuguesa: o são-tomense (ou forro), o angolar, o principense e o crioulo cabo-verdiano, que são amplamente usados pela população.

### São-tomense
O são-tomense ou forro como é conhecido localmente é a língua materna da maioria dos habitantes de São Tomé e Príncipe é falado por 36,2% dos habitantes, principalmente pela população da ilha de São Tomé. Este crioulo deve ter se estabilizado no final do século XVII, quando diminuiu o fluxo de escravos, tendo atingido uma forma muito próxima da atual. Durante o primeiro século os escravos eram levados principalmente do Benim onde se falavam as línguas cuás. Posteriormente recebeu influências do quicongo falado pelos escravos vindos do rio Congo.

### Angolar
O angolar, embora menos expressivo, é uma outra língua crioulo, que também subsiste, na ilha de São Tomé. É falado por 6,6% da população de São Tomé e Príncipe. A comunidade angolar foi formada por escravos fujões do século XVI. O crioulo falado pelas primeiras gerações de angolares sofreu provavelmente uma relexificação à medida que a comunidade recebia novos escravos fujões falantes de línguas de origem banta, como o quimbundo, o edo e o quicongo.

### Principense
O principense é o crioulo falado na ilha do Príncipe. é atualmente muito pouco falado no país somente por 1% da população. Ele apresenta grandes afinidades com o forro, não só pela origem são-tomense dos primeiros escravos cuja língua serviu de modelo aos escravos posteriormente importados, mas também pela coincidência do substrato linguístico oriundo do banto e kwa.

### Crioulo cabo-verdiano
Apesar de não ser uma língua crioula autóctone de São Tomé e Príncipe o crioulo cabo-verdiano que é um crioulo de base portuguesa da Alta Guiné é falado por 8,5% da população do país. Este crioulo foi levado ao país pelos milhares de cabo-verdianos que emigraram para o país durante o século XX para trabalhar na agricultura.
O crioulo cabo-verdiano que teve uma forte implantação e é hoje falado um pouco por todo o arquipélago, sendo a língua dominante em diversas roças e na ilha do Príncipe. Atualmente ainda não existem estudos sobre as particularidades deste crioulo no espaço geográfico de São Tomé e Príncipe.

## Outras línguas

### Línguas africanas
Ao contrário do crioulo de Cabo Verde, as línguas do continente africano tendem a desaparecer rapidamente
das ilhas, porque na maioria das vezes não aconteceu a transmissão de geração em geração. Atualmente o fang, uma língua banta, é falado por 13 mil pessoas em São Tomé e Príncipe.

### Línguas europeias
Em São Tomé e Príncipe também são faladas outras línguas, como o francês, que é dominada por 6,8% da população, e o inglês, falado por 4,9%. Esses dois idiomas são as línguas estrangeiras ensinadas nas escolas de São Tomé e Príncipe.